# Nieder Neuendorfer Kanal

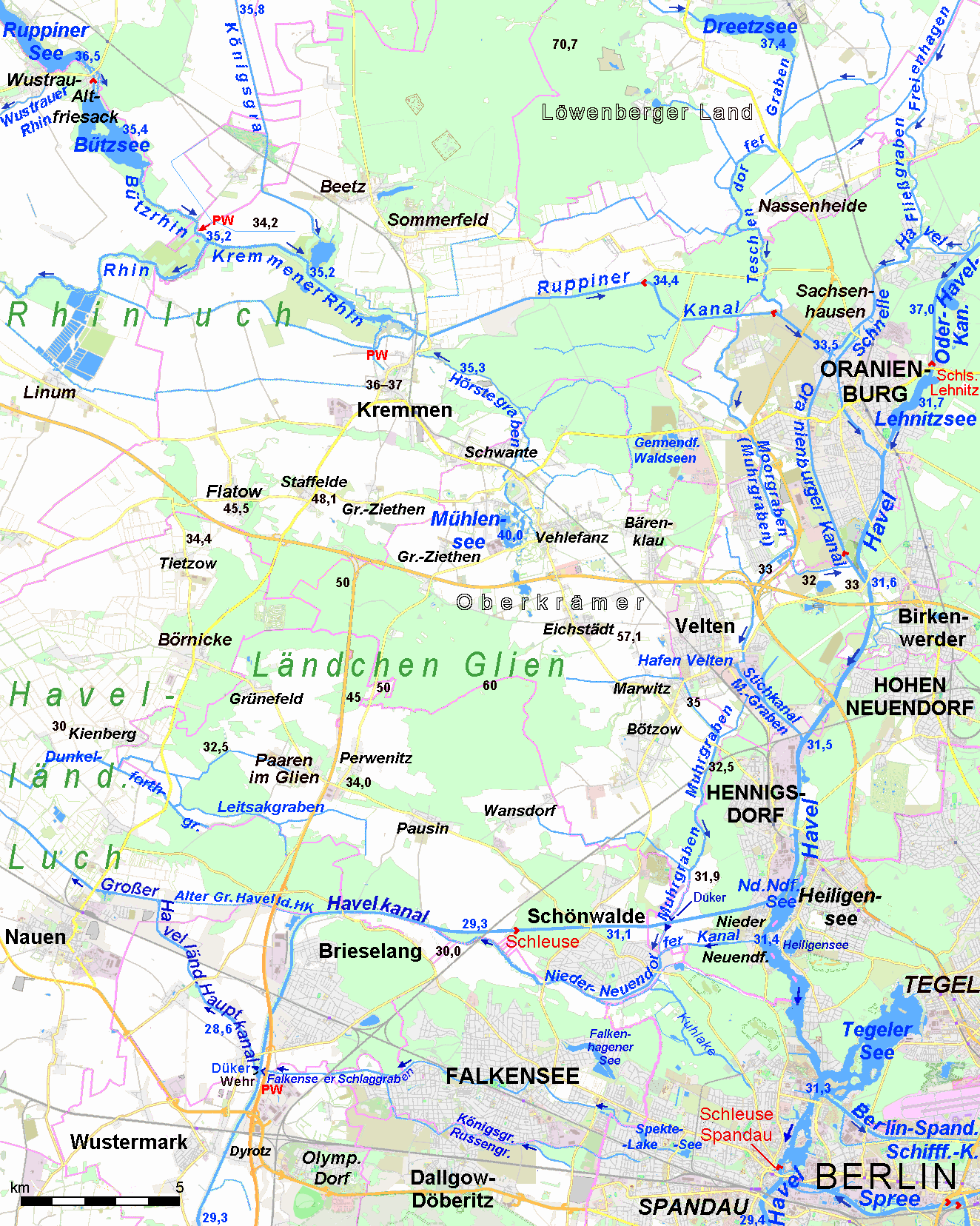
Der Nieder-Neuendorfer Kanal und sein Zufluss Muhrgraben im Umfeld von Havel und Havelkanal

Der Nieder Neuendorfer Kanal ist ein Wasserweg im havelländischen Gliener Luch, Land Brandenburg. Er beginnt im Hennigsdorfer Ortsteil Nieder Neuendorf an der Havel (heute ohne Verbindung zu ihr). Nordöstlich Schönwalde-Siedlung vereinigt er sich mit dem von Norden kommenden Muhrgraben und mündet zwischen Brieselang und Pausin auf dem Gebiet der Gemeinde Schönwalde-Glien in den Havelkanal ein.
Der Kanal wurde von 1737 bis 1738 als Verbindung zwischen der Havel und dem bereits zwischen 1718 und 1724 ausgebauten Großen Graben (Großer Havelländischer Hauptkanal) zwecks Bewässerung der königlichen Domäne Königshorst im Havelländischen Luch angelegt. Aus diesem Grunde wurde ihm auch der Scherzname „Königshorster Wasserleitung“ zuteil. Größere Bedeutung für die Schifffahrt kam ihm zu keiner Zeit zu. Für den Bau des Havelkanals 1951/1952 wurde sein Bett zwischen der heutigen Einmündungsstelle und dem Großen Havelländischen Hauptkanal benutzt. Anlässlich der Sicherungsmaßnahmen der DDR an der Grenze zu Berlin (West) wurde die in Nieder Neuendorf im Bereich des dort erhaltenen Grenzwachtums gelegene Einmündung des Kanals in die Havel nach 1961 zugeschüttet. Der Kanal endet seitdem westlich der Nieder Neuendorfer Dorfstraße und weist in diesem Abschnitt Verlandungstendenzen auf.